# Nacho Cases
Nacho Cases (Gijón, 22 de dezembro de 1987) é um futebolista profissional espanhol que atua como meia.

## Carreira
Nacho Cases começou a carreira no Sporting Gijón.
- 2021 : FK Sūduva